# Serafino

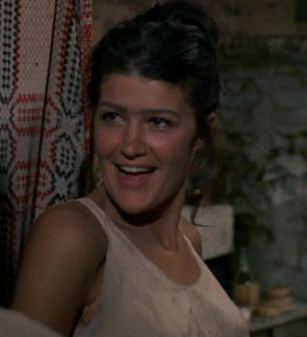
Francesca Romana Coluzzi în rolul Asmarei

Serafino (titlu original: Serafino), este un film de comedie italian din anul 1968 regizat de Pietro Germi, având în rolurile principale pe Adriano Celentano și Ottavia Piccolo.

## Rezumat
Serafino este un tânăr plin de viață care trăiește în munți lângă Abruzzo dar care nu prea este școlit. Este un tip inimos și este păstor la turma unchiului său Agenore și a mătușii Gesuina. Pe lângă asta mai „păstorește” și o ceată de fete drăguțe din sat, care mai de care. Fiind chemat sa-si îndeplinească serviciul militar, ajunge la Roma. Cum nu prea era învățat cu disciplina, are mereu probleme cu superiorii din viața cazonă, încât după un timp medicii militari decid să îl lase la vatră înainte de termen, pentru „insuficiență mintală”.
Întors acasă, observă că verișoara sa Lidia, a devenit o femeie foarte atractivă. O neglijează pe vechea lui prietenă Asmara, care avea patru copii dar nu știa cu cine, începând în secret o idilă de dragoste cu Lidia. Când aceasta îi cere promisiunea să nu se uite la alte femei doar la ea, Serafino se eschivează să-i dea un răspuns, în sinea sa zicând că asta e prea periculos pentru el. Brusc mătușa Gesuina moare și spre surprinderea rudelor, lăsând toată averea moștenire lui Serafino. Când acesta începe să cheltuiască banii fără rost cu prietenii, intră în acțiune familia. Astfel unchiul Agenore (tatăl Lidiei) încearcă prin tribunal ca acesta să fie declarat incompetent mintal. Cu toate că tribunalul confirmă aceasta, Agenore tot nu reușește sa folosească banii, singura soluție rămânând cea ca Serafino să se însoare cu Lidia, aceasta fiind astfel în drept să-i administreze banii. Forțat de familie, Serafino ajunge cu Lidia în fața altarului, dar scapă din încurcătură neînsurat. La puțin timp, el se însoară cu Asmara, știind că astfel va rămâne liber ca pasărea cerului și se întoarce să lucreze ca păstor.

## Distribuție
- Adriano Celentano - Serafino Fiorin
- Ottavia Piccolo - Lidia
- Saro Urzì - unchiul Agenore
- Francesca Romana Coluzzi - Asmara
- Amedeo Trilli - Pasquale birtașul
- Gino Santercole - caporalul
- Benjamin Lev - Armido
- Giosue Ippolito - Rocco
- Nazzareno Natale - Silio
- Luciana Turina - o mătușă
- Oreste Palella - avocatul acuzării
- Ermelinda De Felice - mătușa Armida
- Gustavo D'Arpe - medicul militar
- Roberto De Silvestro - un soldat
- Piero Gerlini - brigadierul
- Nerina Montagnani - mătușa Gesuina

## Coloana sonoră / Melodii din film
1. Ballata del Pastore - Pietro Germi   (Orchestra – Carlo Rustichelli)
2. La storia di Serafino - Adriano Celentano   (Rustichelli – Celentano - Beretta - Del Prete)
3. Originali tratte dal film Serafino (Orchestra – Carlo Rustichelli)[1]

## Premii
- Marele Premiu la Al șaselea Festival Internațional de Film de la Moscova în 1969.[2]